# Billy and the Big Stick
Billy and the Big Stick er en amerikansk stumfilm fra 1917 af Edward H. Griffith.

## Medvirkende
- Raymond McKee som Billy Barlow.
- Yona Landowska som Claire Ducrot.
- William Wadsworth som Hamilcar Poussevain.
- Jessie Stevens som Widow Ducrot.
- Bradley Barker som Harry St. Clair.